# Liste der denkmalgeschützten Objekte in Gersdorf an der Feistritz
Die Liste der denkmalgeschützten Objekte in Gersdorf an der Feistritz enthält die 4 denkmalgeschützten, unbeweglichen Objekte der österreichischen Gemeinde Gersdorf an der Feistritz im steirischen Bezirk Weiz.

## Denkmäler
| Foto |                 | Denkmal                                                       | Standort                                                   | Beschreibung                                                                | Metadaten |
| ---- | --------------- | ------------------------------------------------------------- | ---------------------------------------------------------- | --------------------------------------------------------------------------- | --- |
| ja   | Datei hochladen | Kapelle in Gersdorfberg HERIS-ID: 83499 Objekt-ID: 97455      | Gersdorf an der Feistritz 19a, neben Standort KG: Gersdorf |                                                                             | BDA-Hist.: Q38180742 Status: § 2a Stand der BDA-Liste: 2025-06-30 Name: Kapelle in Gersdorfberg GstNr.: 945                                                     |
| ja   | Datei hochladen | Bildstock HERIS-ID: 83507 Objekt-ID: 97519                    | Standort KG: Gersdorf                                      |                                                                             | BDA-Hist.: Q38180776 Status: § 2a Stand der BDA-Liste: 2025-06-30 Name: Bildstock GstNr.: 203                                                                   |
| ja   | Datei hochladen | Lichteneggkapelle HERIS-ID: 83552 Objekt-ID: 97578            | Gschmaier Standort KG: Gschmaier                           |                                                                             | BDA-Hist.: Q38180836 Status: § 2a Stand der BDA-Liste: 2025-06-30 Name: Lichteneggkapelle GstNr.: .13                                                           |
| ja   | Datei hochladen | Hügelgräberfeld Seitenholz HERIS-ID: 111122 Objekt-ID: 128907 | Seitenholz Standort KG: Hartensdorf                        | Das Hügelgräberfeld aus der römischen Kaiserzeit besteht aus 30 Grabhügeln. | BDA-Hist.: Q37821876 Status: Bescheid Stand der BDA-Liste: 2025-06-30 Name: Hügelgräberfeld Seitenholz GstNr.: 1236, 1240 (GB 68110 Gersdorf), 1241, 1238, 1239 |